# Rangtelwoord
Een rangtelwoord (ook: ordinale, mv: ordinalia) is een woord (telwoord) dat een rangvolgorde in een rij weergeeft.
Voorbeeld: Eerste, tweede, derde, enz.
Een rangtelwoord wordt gevormd door -de of -ste achter een hoofdtelwoord te plakken. Uitzonderingen hierop zijn:
- een - eerste
- drie - derde

## Schrijfwijze
Over de schrijfwijze van een rangtelwoord met cijfers bestaat geen eenduidigheid. Het advies van de Nederlandse Taalunie is de schrijfwijze met cijfers met een e erachter of het systeem met ste en de achter de cijfers, zij het dat het wisselen van systeem in dezelfde tekst afgeraden wordt. Koppeltekens en apostrofs zijn niet gewenst.
Dus
1e, 2e, 19e, 20e, 69e
1ste, 2de, 19de, 20ste, 69ste
En als minder correct beschouwd komen voor
1e, 2e, 19e, 20e, 69e
1ste, 2de, 19de, 20ste, 69ste
1º, 2º, 19º, 20º, 69º (met ordinaalteken, niet gradenteken)
1-ste, 2-de, 19-de, 20-ste, 69-e
Volgens de Taalunie is het toepassen van superscripts onwenselijk.

## Bepaald en onbepaald
Rangtelwoorden kunnen worden onderverdeeld in bepaalde rangtelwoorden (het aantal is exact bekend) en onbepaald rangtelwoorden (het exacte aantal is onbekend).
Van het bepaalde hoofdtelwoord beide kan geen rangtelwoord worden gemaakt. Van de onbepaalde rangtelwoorden middelste en laatste bestaat geen hoofdtelwoord.

### Breuken
Bij breukgetallen worden hoofdtelwoorden gecombineerd met rangtelwoorden.
Voorbeeld: "3/8" wordt gelezen als "drie achtste"
Hoofdtelwoord: drie
Rangtelwoord: achtste

## Rangnummer
Het rangnummer van een element van een rij is 1 voor het eerste element, 2 voor het tweede, enz. Vooral vanuit de informatica is, om programmatische eenvoud, de gewoonte ontstaan, een geordende rij niet te indiceren met de rangnummers, maar te beginnen met het nummer 0. het eerste element, dus met rangnummer 1, heeft dan als index het nummer 0. Het 18e element bijvoorbeeld heeft de index 17. Een dergelijke indicering, beginnend met 0, heeft de betekenis van het aantal elementen dat aan het bedoelde element voorafgaat. Iets soortgelijks speelt bijvoorbeeld bij eeuwen. De 21e eeuw bijvoorbeeld is de eeuw waaraan 20 eeuwen voorafgaan. Het jaar 2018 is in de 21e eeuw, omdat het jaar 18 in de eerste eeuw was. Iemand die aan z'n dertigste levensjaar bezig is, heeft de leeftijd 29. Bij eeuwen is er steeds de noodzaak tot "omrekenen" van rangnummer naar eerste twee cijfers van het jaartal en omgekeerd. Bij leeftijd is dat veel minder, omdat de beide systemen van aanduiding meestal niet door elkaar gebruikt worden, het rangnummer van het levensjaar wordt veel minder gebruikt dan de leeftijd.